# Radmilo Mihajlović
Radmilo Mihajlović (* 19. November 1964 in Foča) ist ein ehemaliger jugoslawischer Fußballspieler mit der Staatsbürgerschaft von Bosnien-Herzegowina, der u. a. mehrere Jahre in der Bundesliga für den FC Bayern München, den FC Schalke 04 und Eintracht Frankfurt spielte.

## Karriere

### Vereine
Aus der Jugend des FK Sutjeska Foča, einem in seinem Geburtsort ansässigen Verein im heutigen Bosnien und Herzegowina hervorgegangen, erhielt Mihajlović 1983 beim FK Željezničar Sarajevo einen Lizenzspielervertrag, spielte hier fortan bis 1988 in der Prva Liga, der höchsten jugoslawischen Spielklasse und erzielte in 110 Ligaspielen mit 58 Toren eine beachtliche Quote. In der Saison 1986/87 wurde er mit 23 Treffern Torschützenkönig. Zur Saison 1988/89 wechselte er innerhalb der Liga zu Dinamo Zagreb, den er nach einer Spielzeit in Richtung München verließ. Der FC Bayern München bezahlte für ihn 1,9 Millionen D-Mark Ablöse.
Am 29. Juli 1989 (1. Spieltag) debütierte Mihajlović für den FC Bayern München in der Bundesliga und erzielte mit dem 3:2-Siegtreffer in der 89. Minute über den 1. FC Nürnberg sein erstes Tor. Mit vier Toren in 25 Spielen trug er zum Ende seiner ersten Saison zur Titelverteidigung seines Vereins bei. Vor seiner zweiten Saison, in der er nur noch neunmal eingesetzt wurde, gewann er am 31. Juli 1990 in Karlsruhe mit dem 4:1-Sieg über den 1. FC Kaiserslautern den DFB-Supercup. Des Weiteren spielte er sechsmal im Europapokal der Landesmeister und erzielte fünf Tore. Am 18. Oktober 1989 gelang ihm im Achtelfinal-Hinspiel beim 3:1-Sieg im Heimspiel gegen Nëntori Tirana ein Doppeltorerfolg und am 3. Oktober 1990 im Erstrunden-Rückspiel in München, beim 4:0-Erfolg über APOEL Nikosia gar ein Dreifachtorerfolg.
In der Winterpause 1990/91 wechselte er zum Zweitligisten FC Schalke 04, für den er in zwölf Spielen mit drei Toren zum Aufstieg in die Bundesliga beitrug. In den darauffolgenden zwei Spielzeiten kam er zu 46 Ligaeinsätzen und erzielte neun Tore.
Zur Saison 1993/94 wechselte er zum Ligakonkurrenten Eintracht Frankfurt, bestritt zwischen dem 9. Oktober 1993 (11. Spieltag) und dem 9. April 1994 (30. Spieltag) zehn Spiele, jedoch nur eins über 90 Minuten. Im Viertelfinal-Hinspiel des UEFA-Pokal-Wettbewerbs, bei der 0:1-Niederlage am 3. März 1994 in Wien gegen Austria Salzburg, wurde er ebenfalls eingesetzt.
1997 kehrte er nochmals auf den Fußballplatz zurück und spielte kurze Zeit für den südkoreanischen Erstligisten Pohang Steelers, bevor er seine Karriere bei APOP Paphos auf Zypern ausklingen ließ.

### Nationalmannschaft
Mihajlović spielte zwischen 1986 und 1989 sechsmal für die A-Nationalmannschaft und erzielte ein Tor. Er debütierte am 29. Oktober 1986 in Split beim 4:0-Sieg über die Auswahlmannschaft der Türkei, erzielte sein einziges Länderspieltor am 24. August 1988 in Luzern beim 2:0-Sieg über die Schweizer Nationalmannschaft und agierte letztmals am 13. Dezember 1989 in London bei der 1:2-Niederlage gegen die Auswahl Englands.
Später wurde Mihajlović von der FIFA wegen Vertragsbruchs weltweit gesperrt.

## Erfolge
- Deutscher Meister 1990 (mit dem FC Bayern München)
- DFB-Supercup-Sieger 1990 (mit dem FC Bayern München)